# Desmoscolex curvespiculatum
Desmoscolex curvespiculatum is een rondwormensoort uit de familie van de Desmoscolecidae. De wetenschappelijke naam van de soort is voor het eerst geldig gepubliceerd in 1984 door Decraemer.